# Leiosyrinx
Leiosyrinx é um gênero de gastrópodes pertencente a família Raphitomidae.

## Espécies
- Leiosyrinx apheles Bouchet & Sysoev, 2001
- Leiosyrinx immedicata Bouchet & Sysoev, 2001
- Leiosyrinx liphaima Bouchet & Sysoev, 2001
- Leiosyrinx matsukumai Bouchet & Sysoev, 2001